# چانیوسرو
چانیوسرو (به مجاری:  Csányoszró) یک منطقهٔ مسکونی در مجارستان است که در ناحیه شیه واقع شده‌است.